# Kossa Football Club
Il Kossa FC (nome completo Kossa Football Club) è una società calcistica con sede ad Honiara, nelle Isole Salomone. Partecipa all'Honiara FA League e al National Club Championship.
Dal 2004 al 2006 era nota con il nome di Fairwest.
Nel 2008 ha partecipato per la prima volta all'OFC Champions League, arrivando fino alla finale dove è stato sconfitto dai neozelandesi del Waitakere United.

## Palmarès

### Competizioni nazionali
- National Club Championship: 1

2007
- Honiara FA League: 1

2009

### Altri piazzamenti
- National Club Championship:

Secondo posto: 2013-2014
Terzo posto: 2009-2010, 2010-2011, 2017-2018, 2018, 2019-2020
- OFC Champions League:

Finalista: 2007-2008

## Bilancio in OFC Champions League
- 2008: Finale